# Zabrotes chavesi
Zabrotes chavesi är en skalbaggsart som beskrevs av John M. Kingsolver 1980. Zabrotes chavesi ingår i släktet Zabrotes och familjen bladbaggar. Inga underarter finns listade i Catalogue of Life.